# Amphiaraos

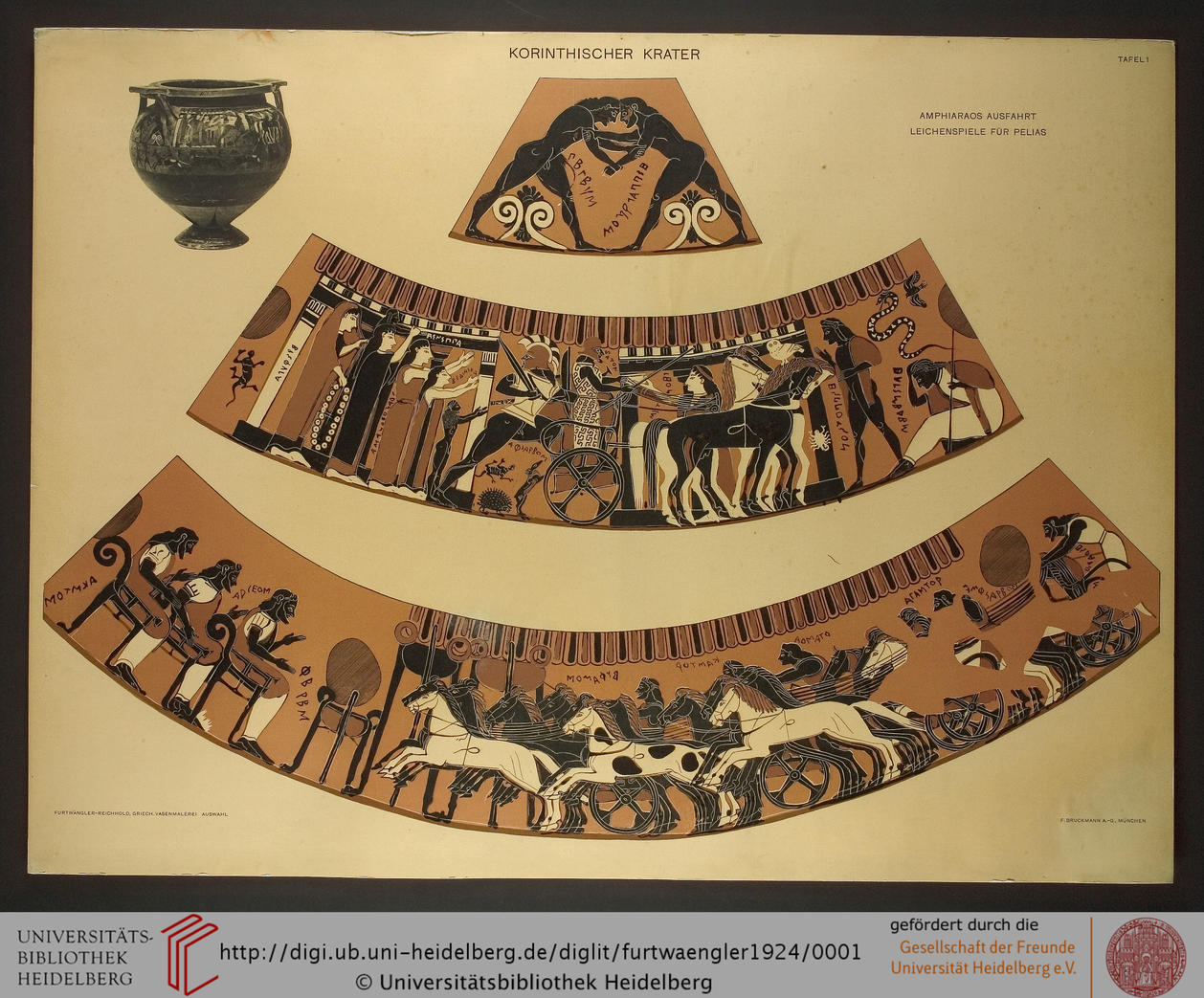
Weergave van de beschildering van een Griekse vaas uit de 6e eeuw v.Chr.. In het midden is Amphiaraos te zien terwijl hij op zijn wagen stapt om naar Thebe te vertrekken.

Amphiaraos (Oudgrieks: Ἀμφιάραος) of Amphiaraüs (Latijn: Amphiaraus) was in de Griekse mythologie een ziener en held. 

## Mythologie
Amphiaraos was een afstammeling van de ziener Melampos en was de zoon van Oikles, koning van Argos, en Hypermestra. Als zijn vader wordt ook wel de god Apollo genoemd. Homeros noemt hem "de krijgshaftige Amphiaraos, de lieveling en gunsteling van Zeus en Apollo." Amphiaraos was getrouwd met Eriphyle, de zus van Adrastos, de koning van Argos. Samen hadden zij twee zonen: Alkmaion en Amphilochos. Pausanias noemt ook nog dochters: Eurydike en Demonassa, en in navolging van de dichter Asios ook nog een dochter Alkmene.
Samen met vele andere helden deed Amphiaraos mee met de jacht op het Calydonische zwijn. Amphiaraos wist daarbij een pijl in het oog van het zwijn te schieten. Ook aan de tocht van Jason en de Argonauten nam hij deel.

### De Zeven tegen Thebe
Adrastos wilde een campagne tegen Thebe beginnen met de "Zeven tegen Thebe", waaronder ook zijn zwager Amphiaraos. Maar als ziener voorzag Amphiaraos dat allen behalve Adrastos hierbij zouden omkomen. Hij weigerde daarom eerst, maar werd toch overgehaald, of in een andere versie verraden, door zijn vrouw. In Aischylos' tragedie over de campagne wordt Amphiaraos als volgt beschreven:
 '... een man van grooten geest
En kloeken moed, den ziener Amphiaraos' — de bode
Tijdens de strijd onthoofdde hij de Thebaan Melanippos. Maar de Zeven verloren het gevecht en alleen Amphiaraos en Adrastos wisten te ontsnappen. Zij sloegen beiden op de vlucht, maar Amphiaraos werd met paard en wagen en al door de aarde opgeslokt toen hij langs de oever van de rivier de Ismenos reed. Zeus opende namelijk de aarde met zijn bliksem, om te voorkomen dat Amphiaraos in zijn rug gestoken zou worden door zijn achtervolger. Vervolgens vergoddelijkte Zeus Amphiaraos.
Tien jaar na deze campagne namen de zonen van de Zeven wraak op hun vaders in de Slag van de Epigonen. Ook Amphiaraos' zonen Alkmaion, die tot leider van de expeditie werd verkozen, en Amphilochos namen hieraan deel.

## Verering
Amphiaraos werd in de Oudheid op verschillende plekken vereerd als vergoddelijkte held. De bekendste cultusplek was het Amphiareion van Oropus, maar hij werd ook bijvoorbeeld vereerd op de plek aan de Ismenos waar hij door de aarde opgeslokt zou zijn.
Pausanias vertelt dat er in de Griekse stad Phleious een huis was waarin volgens een locale legende Amphiaraos eens had overnacht; vanaf dat moment had hij de gave van het voorzien van de toekomst.